# Wasilewszczyzna (rejon stołpecki)
Wasilewszczyzna (biał. Васілеўшчына, Wasileuszczyna; ros. Василевщина, Wasilewszczina) – wieś na Białorusi, w obwodzie mińskim, w rejonie stołpeckim, w sielsowiecie Litwa, nad Sułą.
Współcześnie w skład wsi wchodzą dawne kolonie Wasilewszczyzna i Brylewszczyzna (biał. Брылеўшчына, Bryleuszczyna; ros. Брилевщина, Brilewszczina) oraz wieś Żydowicze (biał. Жыдавічы, Żydawiczy; ros. Жидовичи, Żydowiczi).

## Historia
W Rzeczypospolitej Obojga Narodów leżały w województwie mińskim, w powiecie mińskim. Zaścianek Żydowicze wchodził w skład klucza starzyńskiego hrabstwa kojdanowskiego Radziwiłłów. Odpadły od Rzeczypospolitej w 1793, w wyniku II rozbioru.
W XIX i w początkach XX w. położone były w Rosji, w guberni mińskiej, w powiecie mińskim, w gminie Rubieżewicze.
W dwudziestoleciu międzywojennym leżały w Polsce, w województwie nowogródzkim, w powiecie stołpeckim, w gminie Rubieżewicze, w pobliżu granicy ze Związkiem Sowieckim. Demografia w 1921 przedstawiała się następująco:
- Wasilewszczyzna – 25 mieszkańców, zamieszkałych w 4 budynkach; wyłącznie Polaków wyznania rzymskokatolickiego
- Brylewszczyzna – 21 mieszkańców, zamieszkałych w 4 budynkach; wyłącznie Polaków wyznania rzymskokatolickiego
- Żydowicze – 85 mieszkańców, zamieszkałych w 16 budynkach; w tym 84 Polaków i 1 osobę innej narodowości[b]. 83 mieszkańców było wyznania rzymskokatolickiego i 2 prawosławnego[2].

W czasie II wojny światowej 1 mieszkaniec Żydowicz dołączył do Zgrupowania Stołpeckiego Armii Krajowej.
Po II wojnie światowej w granicach Związku Sowieckiego. Od 1991 w niepodległej Białorusi.